# Serbia ai Giochi della XXX Olimpiade
La Serbia ha partecipato ai Giochi della XXX Olimpiade di Londra, che si sono svolti dal 27 luglio al 12 agosto 2012, con una delegazione di 115 atleti.

## Medaglie
| Riepilogo quotidiano | Riepilogo quotidiano | Riepilogo quotidiano | Riepilogo quotidiano | Riepilogo quotidiano | Riepilogo quotidiano | Riepilogo quotidiano |
| -------------------- | -------------------- | -------------------- | -------------------- | -------------------- | -------------------- | -------------------- |
| Giorno               | Data                 |                      |                      |                      | Totale               |                      |
| 1º                   | 27                   | —                    | —                    | —                    | —                    |                      |
| 2º                   | 28                   | 0                    | 0                    | 1                    | 1                    |                      |
| 3º                   | 29                   | 0                    | 0                    | 0                    | 0                    |                      |
| 4º                   | 30                   | 0                    | 0                    | 0                    | 0                    |                      |
| 5º                   | 31                   | 0                    | 0                    | 0                    | 0                    |                      |
| 6º                   | 1                    | 0                    | 0                    | 0                    | 0                    |                      |
| 7º                   | 2                    | 0                    | 0                    | 0                    | 0                    |                      |
| 8º                   | 3                    | 0                    | 0                    | 0                    | 0                    |                      |
| 9º                   | 4                    | 0                    | 1                    | 0                    | 1                    |                      |
| 10º                  | 5                    | 0                    | 0                    | 0                    | 0                    |                      |
| 11º                  | 6                    | 0                    | 0                    | 0                    | 0                    |                      |
| 12º                  | 7                    | 0                    | 0                    | 0                    | 0                    |                      |
| 13º                  | 8                    | 0                    | 0                    | 0                    | 0                    |                      |
| 14º                  | 9                    | 0                    | 0                    | 0                    | 0                    |                      |
| 15º                  | 10                   | 0                    | 0                    | 0                    | 0                    |                      |
| 16º                  | 11                   | 1                    | 0                    | 0                    | 1                    |                      |
| 17º                  | 12                   | 0                    | 0                    | 1                    | 1                    |                      |
| Totale               | Totale               | 1                    | 1                    | 2                    | 4                    |                      |

### Medagliere per discipline
| Sport             | Oro | Argento | Bronzo | Totale |
| ----------------- | --- | ------- | ------ | ------ |
| Taekwondo         | 1   | 0       | 0      | 1      |
| Tiro a segno/volo | 0   | 1       | 1      | 2      |
| Pallanuoto        | 0   | 0       | 1      | 1      |
| Totale            | 1   | 1       | 2      | 4      |

| Medaglia | Atleta           | Sport      | Evento                     |
| -------- | ---------------- | ---------- | -------------------------- |
| Oro      | Milica Mandić    | Taekwondo  | -67 kg                     |
| Argento  | Ivana Maksimović | Tiro       | Carabina 50m 3 posizioni   |
| Bronzo   | Andrija Zlatić   | Tiro       | Pistola 10m aria compressa |
| Bronzo   | Serbia           | Pallanuoto | Torneo maschile            |

## Atletica leggera
Uomini
Corse e gare
| Gara              | Atleta         | Batterie | Batterie | Quarti | Quarti | Semifinali | Semifinali | Finale          | Finale          |
| Gara              | Atleta         | Tempo    | Pos.     | Tempo  | Pos.   | Tempo      | Pos.       | Tempo           | Pos.            |
| ----------------- | -------------- | -------- | -------- | ------ | ------ | ---------- | ---------- | --------------- | --------------- |
| Emir Bekrić       | 400 m ostacoli | 49.21    | 2° Q     | N.D.   | N.D.   | 49.62      | 4°         | non qualificato | non qualificato |
| Nenad Filipović   | 50 km marcia   | N.D.     | N.D.     | N.D.   | N.D.   | N.D.       | N.D.       | DNF             | DNF             |
| Predrag Filipović | 20 km marcia   | N.D.     | N.D.     | N.D.   | N.D.   | N.D.       | N.D.       | 1:27:22         | 48°             |
| Darko Živanović   | maratona       | N.D.     | N.D.     | N.D.   | N.D.   | N.D.       | N.D.       | DNF             | DNF             |

Eventi concorsi
| Atleta          | Evento         | Qualificazioni | Qualificazioni | Finale        | Finale        |
| Atleta          | Evento         | Misura         | Posizione      | Misura        | Posizione     |
| --------------- | -------------- | -------------- | -------------- | ------------- | ------------- |
| Asmir Kolašinac | getto del peso | 20.44          | 8° Q           | 20.71         | 7°            |
| Dragutin Topić  | salto in alto  | non partecipa  | non partecipa  | non partecipa | non partecipa |

Eventi combinati – Decathlon
| Atleta       | Evento    | 100 m | LJ   | SP    | HJ   | 400 m | 110H | DT  | PV  | JT  | 1500 m | Finale | Posizione |
| ------------ | --------- | ----- | ---- | ----- | ---- | ----- | ---- | --- | --- | --- | ------ | ------ | --------- |
| Mihail Dudaš | Risultati | 10.90 | 7.53 | 13.76 | 1.96 | DNS   | DNS  | DNS | DNS | DNS | DNS    | DNF    | DNF       |
| Mihail Dudaš | Points    | 883   | 942  | 714   | 767  |       |      |     |     |     |        |        |           |

Donne
Corse e gare
| Gara           | Atleta   | Batterie | Batterie | Quarti | Quarti | Semifinali      | Semifinali      | Finale          | Finale          |
| Gara           | Atleta   | Tempo    | Pos.     | Tempo  | Pos.   | Tempo           | Pos.            | Tempo           | Pos.            |
| -------------- | -------- | -------- | -------- | ------ | ------ | --------------- | --------------- | --------------- | --------------- |
| Olivera Jevtić | maratona | N.D.     | N.D.     | N.D.   | N.D.   | N.D.            | N.D.            | non conclusa    | non conclusa    |
| Marina Munćan  | 1500 m   | 4:11.25  | 11°      | N.D.   | N.D.   | non qualificata | non qualificata | non qualificata | non qualificata |
| Ana Subotić    | maratona | N.D.     | N.D.     | N.D.   | N.D.   | N.D.            | N.D.            | 2:38:22         | 71°             |

Eventi concorsi
| Atleta            | Evento                 | Qualificazioni | Qualificazioni | Finale          | Finale          |
| Atleta            | Evento                 | Misura         | Posizione      | Misura          | Posizione       |
| ----------------- | ---------------------- | -------------- | -------------- | --------------- | --------------- |
| Tatjana Jelača    | Lancio del giavellotto | 57.09          | 26°            | non qualificata | non qualificata |
| Ivana Španović    | salto in lungo         | 6.41           | 10° Q          | 6.35            | 11°             |
| Biljana Topić     | salto triplo           | 13.66          | 25°            | non qualificata | non qualificata |
| Dragana Tomašević | lancio del disco       | 60.53          | 19°            | non qualificata | non qualificata |

## Canoa Kayak

### Velocità
Maschile
| Atleta                                                      | Evento     | Batterie | Batterie   | Semifinali | Semifinali | Finale          | Finale          |
| Atleta                                                      | Evento     | Tempo    | Classifica | Tempo      | Classifica | Tempo           | Classifica      |
| ----------------------------------------------------------- | ---------- | -------- | ---------- | ---------- | ---------- | --------------- | --------------- |
| Marko Novaković                                             | K-1 200 m  | 35.212   | 2° Q       | 36.293     | 3° Q       | 37.094          | 7°              |
| Marko Tomićević                                             | K-1 1000 m | 3:30.693 | 2° Q       | 3:43.589   | 7° FB      | 3:30.754        | 10°             |
| Aleksandar Aleksić Ervin Holpert Dejan Terzić Milenko Zorić | K-4 1000 m | 3:21.437 | 5° Q       | 2:56.346   | 7°         | non qualificati | non qualificati |

Femminile
| Atleta                                               | Evento    | Batterie | Batterie   | Semifinali | Semifinali | Finale          | Finale          |
| Atleta                                               | Evento    | Tempo    | Classifica | Tempo      | Classifica | Tempo           | Classifica      |
| ---------------------------------------------------- | --------- | -------- | ---------- | ---------- | ---------- | --------------- | --------------- |
| Nikolina Moldovan                                    | K-1 200 m | 42.383   | 3° Q       | 42.394     | 4° FB      | 45.064          | 11°             |
| Nikolina Moldovan Olivera Moldovan                   | K-2 500 m | 1:44.335 | 3° Q       | 1:43.586   | 4° Q       | 1:48.941        | 8°              |
| Renata Kubik Antonija Nađ Antonija Panda Marta Tibor | K-4 500 m | 1:40.756 | 5° Q       | 1:33.823   | 7°         | non qualificati | non qualificati |

FB = finale B, non assegna le medaglie

## Canottaggio
Maschile
| Atleta                                              | Evento  | Batterie | Batterie   | Ripescaggi | Ripescaggi | Quarti di finale | Quarti di finale | Semifinali | Semifinali | Finale  | Finale     |
| Atleta                                              | Evento  | Tempo    | Classifica | Tempo      | Classifica | Tempo            | Classifica       | Tempo      | Classifica | Tempo   | Classifica |
| --------------------------------------------------- | ------- | -------- | ---------- | ---------- | ---------- | ---------------- | ---------------- | ---------- | ---------- | ------- | ---------- |
| Nikola Stojić Nenad Beđik                           | 2 senza | 6:23.87  | 4°         | 6:26.61    | 2° Q       | N.D.             | N.D.             | 7:07.78    | 6° FB      | DNS     | 12°        |
| Radoje Đerić Goran Jagar Miloš Vasić Miljan Vuković | 4 senza | 5:53.35  | 5°         | 6:01.97    | 1° Q       | N.D.             | N.D.             | 6:07.41    | 6° FB      | 6:11.94 | 10°        |

FB = finale B, non assegna le medaglie

## Ciclismo

### Ciclismo su strada
Maschile
| Atleta      | Evento                  | Tempo               | Classifica          |
| ----------- | ----------------------- | ------------------- | ------------------- |
| Ivan Stević | Corsa in linea maschile | 5h:46':37" (+0:40") | 53                  |
| Gabor Kasa  | Corsa in linea maschile | fuori tempo massimo | fuori tempo massimo |

## Judo
Maschile
| Atleta              | Evento | Preliminari          | 16-esimi             | Ottavi               | Quarti di finale     | Semifinali           | 1º Turno ripescaggi  | Ripescaggi Quarti    | Ripescaggi Semifinali | Finale               |
| Atleta              | Evento | Avversario Risultato | Avversario Risultato | Avversario Risultato | Avversario Risultato | Avversario Risultato | Avversario Risultato | Avversario Risultato | Avversario Risultato  | Avversario Risultato |
| ------------------- | ------ | -------------------- | -------------------- | -------------------- | -------------------- | -------------------- | -------------------- | -------------------- | --------------------- | -------------------- |
| Dmitrij Gerasimenko | −90 kg | Kone W 1000–0000     | González L 0002–0011 | non qualificato      | non qualificato      | non qualificato      | non qualificato      | non qualificato      | non qualificato       | non qualificato      |

## Lotta
Greco-Romana
| Atleta                | Evento | Qualificazione         | Ottavi               | Quarti               | Semifinale           | Ripescaggio Turno 1  | Ripescaggio Turno 2  | Finale               | Classifica      |
| Atleta                | Evento | Avversario Risultato   | Avversario Risultato | Avversario Risultato | Avversario Risultato | Avversario Risultato | Avversario Risultato | Avversario Risultato | Classifica      |
| --------------------- | ------ | ---------------------- | -------------------- | -------------------- | -------------------- | -------------------- | -------------------- | -------------------- | --------------- |
| Aleksandar Maksimović | −66 kg | Bayakhmetov L 0–1, 0–1 | non qualificato      | non qualificato      | non qualificato      | non qualificato      | non qualificato      | non qualificato      | non qualificato |

## Nuoto e sport acquatici

### Nuoto
Maschile
| Atleta                                                       | Evento             | Batteria   | Batteria   | Semifinale      | Semifinale      | Finale          | Finale          |
| Atleta                                                       | Evento             | Tempo      | Classifica | Tempo           | Classifica      | Tempo           | Classifica      |
| ------------------------------------------------------------ | ------------------ | ---------- | ---------- | --------------- | --------------- | --------------- | --------------- |
| Milorad Čavić                                                | 100 m farfalla     | 51.90      | 5° Q       | 51.66           | 4° Q            | 51.81           | 4°              |
| Ivan Lenđer                                                  | 100 m farfalla     | 52.40      | 18°        | non qualificato | non qualificato | non qualificato | non qualificato |
| Đorđe Marković                                               | 400 m stile libero | 3:55.35    | 22°        | N.D.            | N.D.            | non qualificato | non qualificato |
| Čaba Silađi                                                  | 100 m rana         | 1:01.95    | 31         | non qualificato | non qualificato | non qualificato | non qualificato |
| Radovan Siljevski                                            | 200 m stile libero | 1:51.40    | 32°        | non qualificato | non qualificato | non qualificato | non qualificato |
| Velimir Stjepanović                                          | 200 m farfalla     | 1:54.99 NR | 3° Q       | 1:55:13         | 8° Q            | 1:55:07         | 6°              |
| Milorad Čavić Ivan Lenđer Velimir Stjepanović Đorđe Marković | 4×100 m misti      | 3:18:79 NR | 13°        | N.D.            | N.D.            | non qualificati | non qualificati |

Femminile
| Atleta                | Evento             | Batteria | Batteria   | Semifinale      | Semifinale      | Finale          | Finale          |
| Atleta                | Evento             | Tempo    | Classifica | Tempo           | Classifica      | Tempo           | Classifica      |
| --------------------- | ------------------ | -------- | ---------- | --------------- | --------------- | --------------- | --------------- |
| Nađa Higl             | 200 m rana         | 2:28.38  | 25°        | non qualificata | non qualificata | non qualificata | non qualificata |
| Miroslava Najdanovski | 50 m stile libero  | 26:46    | 42°        | non qualificata | non qualificata | non qualificata | non qualificata |
| Miroslava Najdanovski | 100 m stile libero | 57.45    | 35°        | non qualificata | non qualificata | non qualificata | non qualificata |

### Pallanuoto

#### Maschile

##### Prima fase
| 29/07/2012 | 15.30 | Ungheria   | - | Serbia      | 10 - 14 |  | Water Polo Arena |
| 31/07/2012 | 18.20 | Serbia     | - | Regno Unito | 21 - 7  |  | Water Polo Arena |
| 02/08/2012 | 14.10 | Montenegro | - | Serbia      | 11 - 11 |  | Water Polo Arena |
| 04/08/2008 | 19.40 | Serbia     | - | Stati Uniti | 11 - 6  |  | Water Polo Arena |
| 06/08/2012 | 14.10 | Romania    |   | Serbia      | 4 - 12  |  | Water Polo Arena |

| Squadra     | Giocate | Vinte | Pareggiate | Perse | Gol fatti | Gol subiti | Differenza reti | Punti |
| ----------- | ------- | ----- | ---------- | ----- | --------- | ---------- | --------------- | ----- |
| Serbia      | 5       | 4     | 1          | 0     | 69        | 38         | +31             | 9     |
| Montenegro  | 5       | 3     | 1          | 1     | 54        | 41         | +13             | 7     |
| Ungheria    | 5       | 3     | 0          | 2     | 65        | 52         | +13             | 6     |
| Stati Uniti | 5       | 3     | 0          | 2     | 43        | 44         | -1              | 6     |
| Romania     | 5       | 1     | 0          | 4     | 48        | 55         | -7              | 2     |
| Regno Unito | 5       | 0     | 0          | 5     | 28        | 77         | -49             | 0     |

##### Fase finale
Quarti di finale
| Arbitri: | Sergi Sanchez (ESP) Steven Rotsart (USA) |

|                        |           |             |
| Campbell, Beadsworth 2 | Marcatori | Filipović 3 |

Semifinali
| Arbitri: | Sergi Sanchez (ESP) Adrian Alexandrescu (ROU) |

|         |           |            |
| Gallo 3 | Marcatori | Udovičić 3 |

Finale 3º/4º posto
| Arbitri: | Massimiliano Caputi (ITA) Georgios Stavridis (GRE) |

|          |           |             |
| Ivović 3 | Marcatori | Filipović 3 |

## Pallamano

### Torneo maschile

#### Prima fase
| 29/07/2012 | 16.15 | Spagna        | - | Serbia    | 26 - 21 |  | Copper Box |
| 31/07/2012 | 16.15 | Serbia        | - | Croazia   | 23 - 31 |  | Copper Box |
| 02/08/2012 | 19.30 | Serbia        | - | Danimarca | 25 - 26 |  | Copper Box |
| 04/08/2008 | 11.15 | Corea del Sud | - | Serbia    | 22 - 28 |  | Copper Box |
| 06/08/2012 | 09.30 | Ungheria      |   | Serbia    | 26 - 23 |  | Copper Box |

| Squadra       | Giocate | Vinte | Pareggiate | Perse | Gol fatti | Gol subiti | Differenza reti | Punti |
| ------------- | ------- | ----- | ---------- | ----- | --------- | ---------- | --------------- | ----- |
| Croazia       | 5       | 5     | 0          | 0     | 150       | 109        | +41             | 10    |
| Danimarca     | 5       | 4     | 0          | 1     | 124       | 129        | -5              | 8     |
| Spagna        | 5       | 3     | 0          | 2     | 140       | 126        | +14             | 6     |
| Ungheria      | 5       | 2     | 0          | 3     | 114       | 128        | -14             | 4     |
| Serbia        | 5       | 1     | 0          | 4     | 120       | 131        | -11             | 2     |
| Corea del Sud | 5       | 0     | 0          | 5     | 115       | 140        | -25             | 0     |

## Pallavolo

### Pallavolo

#### Torneo maschile

##### Prima fase
| 29/07/2012 | 16.45 | Stati Uniti | - | Serbia   | 3 - 0 |  | Earls Court Exhibition Centre |
| 31/07/2012 | 09.30 | Serbia      | - | Tunisia  | 3 - 1 |  | Earls Court Exhibition Centre |
| 02/08/2012 | 09.30 | Serbia      | - | Germania | 2 - 3 |  | Earls Court Exhibition Centre |
| 04/08/2008 | 22.00 | Brasile     | - | Serbia   | 3 - 2 |  | Earls Court Exhibition Centre |
| 06/08/2012 | 11.30 | Russia      |   | Serbia   | 3 - 0 |  | Earls Court Exhibition Centre |

#### Torneo femminile

##### Prima fase
| 28/07/2012 | 11.30 | Cina        | - | Serbia        | 3 - 1 |  | Earls Court Exhibition Centre |
| 30/07/2012 | 11.30 | Serbia      | - | Corea del Sud | 1 - 3 |  | Earls Court Exhibition Centre |
| 01/08/2012 | 14.45 | Serbia      | - | Turchia       | 0 - 3 |  | Earls Court Exhibition Centre |
| 03/08/2008 | 20.00 | Stati Uniti | - | Serbia        | 3 - 0 |  | Earls Court Exhibition Centre |
| 05/08/2012 | 22.00 | Brasile     |   | Serbia        | 3 - 0 |  | Earls Court Exhibition Centre |

## Pugilato
Maschile
| Atleta              | Evento             | 16-esimi             | Ottavi               | Quarti               | Semifinali           | Finale               |                 |
| Atleta              | Evento             | Avversario Risultato | Avversario Risultato | Avversario Risultato | Avversario Risultato | Avversario Risultato |                 |
| ------------------- | ------------------ | -------------------- | -------------------- | -------------------- | -------------------- | -------------------- | --------------- |
| Aleksandar Drenovak | Pesi medi (-75 kg) | Delgado W 13–12      | Kılıççı L 11–20      | non qualificato      | non qualificato      | non qualificato      | non qualificato |

## Taekwondo
Maschile
| Atleta       | Evento | Ottavi                 | Quarti                   | Semifinale           | Ripescaggio Turno 1  | Ripescaggio Turno 2  | Finale               | Classifica      |
| Atleta       | Evento | Avversario Risultato   | Avversario Risultato     | Avversario Risultato | Avversario Risultato | Avversario Risultato | Avversario Risultato | Classifica      |
| ------------ | ------ | ---------------------- | ------------------------ | -------------------- | -------------------- | -------------------- | -------------------- | --------------- |
| Damir Fejzić | -68 kg | P. López (PER) V (5-3) | M. Stamper (GBR) P (3-8) | non qualificato      | non qualificato      | non qualificato      | non qualificato      | non qualificato |

Femminile
| Atleta           | Evento | Ottavi                    | Quarti                    | Semifinale                    | Ripescaggio Turno 1      | Ripescaggio Turno 2  | Finale                    | Classifica      |
| Atleta           | Evento | Avversario Risultato      | Avversario Risultato      | Avversario Risultato          | Avversario Risultato     | Avversario Risultato | Avversario Risultato      | Classifica      |
| ---------------- | ------ | ------------------------- | ------------------------- | ----------------------------- | ------------------------ | -------------------- | ------------------------- | --------------- |
| Dragana Gladović | -57 kg | J. Jones (GBR) P (1-15)   | non qualificata           | non qualificata               | M. Hamada (JPN) P (2-15) | non qualificata      | non qualificata           | non qualificata |
| Milica Mandić    | +67 kg | T. Crawley (SAM) V (16-2) | M. Espinoza (MEX) V (6-4) | A. Baryšnikova (RUS) V (11-3) | Bye                      | Bye                  | A.C. Graffe (FRA) V (9-7) |                 |

## Tennis
Maschile
| Novak Đoković                   | Singolo | Fognini W 6–7(7–9), 6–2, 6–2 | Roddick W 6–2, 6–1                   | Hewitt W 4–6, 7–5, 6–1                | Tsonga W 6–1, 7–5                 | Murray L 5–7, 5–7 | del Potro L 5-7, 4–6 | 4°              |                 |                 |                 |                 |                 |                 |
| Janko Tipsarević                | Singolo | Nalbandian W 6–3, 6–4        | Petzschner W 3–6, 6–3, 6–4           | Isner L 5–7, 6–7(14–16)               | non qualificato                   | non qualificato   | non qualificato      | non qualificato |                 |                 |                 |                 |                 |                 |
| Viktor Troicki                  | Singolo | Almagro L 4–6, 6–73–7        | non qualificato                      | non qualificato                       | non qualificato                   | non qualificato   | non qualificato      | non qualificato | non qualificato | non qualificato | non qualificato | non qualificato | non qualificato |                 |
| Janko Tipsarević Nenad Zimonjić | Doppio  | N.D.                         | Kližan Lacko W 6–3, 6–3              | Nestor Pospisil W 6–4, 6–7(5–7), 11–9 | Benneteau Gasquet L 4–6, 6–7(3–7) | non qualificati   | non qualificati      | non qualificati |                 |                 |                 |                 |                 |                 |
| Novak Đoković Viktor Troicki    | Doppio  | N.D.                         | Brunström Lindstedt L 6–7(8–10), 3–6 | non qualificati                       | non qualificati                   | non qualificati   | non qualificati      | non qualificati | non qualificati | non qualificati | non qualificati | non qualificati | non qualificati | non qualificati |

Femminile
| Ana Ivanović    | Singolo | McHale W 6–4, 7–5      | Baltacha W 6–4, 7–67–5 | Clijsters L 3–6, 4–6 | non qualificata | non qualificata | non qualificata | non qualificata |                 |                 |                 |                 |                 |
| Jelena Janković | Singolo | S. Williams L 3–6, 1–6 | non qualificata        | non qualificata      | non qualificata | non qualificata | non qualificata | non qualificata | non qualificata | non qualificata | non qualificata | non qualificata | non qualificata |

Misto
| Atleta                      | Evento       | 16-esimi              | Quarti di finale     | Semifinali           | Finale               | Finale          |
| Atleta                      | Evento       | Avversario Punteggio  | Avversario Punteggio | Avversario Punteggio | Avversario Punteggio | Pos.            |
| --------------------------- | ------------ | --------------------- | -------------------- | -------------------- | -------------------- | --------------- |
| Ana Ivanović Nenad Zimonjić | Doppio misto | Mirza Paes L 2–6, 4–6 | non qualificati      | non qualificati      | non qualificati      | non qualificati |

## Tennistavolo
Maschile
| Atleta                 | Evento  | Preliminari          | Round 1              | Round 2              | Round 3              | Round 4              | Quarti di finale     | Semifinale           | Finale               |                 |
| Atleta                 | Evento  | Avversario Risultato | Avversario Risultato | Avversario Risultato | Avversario Risultato | Avversario Risultato | Avversario Risultato | Avversario Risultato | Avversario Risultato |                 |
| ---------------------- | ------- | -------------------- | -------------------- | -------------------- | -------------------- | -------------------- | -------------------- | -------------------- | -------------------- | --------------- |
| Marko Jevtović         | Singolo | BYE                  | Saive L 1–4          | non qualificato      | non qualificato      | non qualificato      | non qualificato      | non qualificato      | non qualificato      | non qualificato |
| Aleksandar Karakašević | Singolo | BYE                  | BYE                  | Zwickl L 1–4         | non qualificato      | non qualificato      | non qualificato      | non qualificato      | non qualificato      | non qualificato |

## Tiro a segno/volo
Maschile
| Atleta              | Evento                        | Qualificazione | Qualificazione | Finale          | Finale          |
| Atleta              | Evento                        | Punteggio      | Classifica     | Punteggio       | Classifica      |
| ------------------- | ----------------------------- | -------------- | -------------- | --------------- | --------------- |
| Damir Mikec         | Pistola 10m aria compressa    | 578            | 17°            | non qualificato | non qualificato |
| Damir Mikec         | Pistola 50m                   | 564            | 16°            | non qualificato | non qualificato |
| Nemanja Mirosavljev | Carabina 10m aria compressa   | 591            | 30°            | non qualificato | non qualificato |
| Nemanja Mirosavljev | Carabina 50m a terra          | 595            | 10°            | non qualificato | non qualificato |
| Nemanja Mirosavljev | Carabina 50m tripla posizione | 1162           | 23             | non qualificato | non qualificato |
| Andrija Zlatić      | Pistola 10m aria compressa    | 585            | 3° Q           | 685.2           | Bronzo          |
| Andrija Zlatić      | Pistola 50m                   | 564            | 3° Q           | 655.9           | 6°              |

Femminile
| Atleta            | Evento                        | Qualificazione | Qualificazione | Finale          | Finale          |
| Atleta            | Evento                        | Punteggio      | Classifica     | Punteggio       | Classifica      |
| ----------------- | ----------------------------- | -------------- | -------------- | --------------- | --------------- |
| Andrea Arsović    | Carabina 10m aria compressa   | 395            | 15°            | non qualificata | non qualificata |
| Andrea Arsović    | Carabina 50m tripla posizione | 577            | 22°            | non qualificata | non qualificata |
| Zorana Arunović   | Pistola 10m aria compressa    | 385            | 5° Q           | 483.5           | 7°              |
| Zorana Arunović   | Pistola 25m                   | 583            | 8° Q           | 787.3           | 4°              |
| Ivana Maksimović  | Carabina 10m aria compressa   | 392            | 37°            | non qualificata | non qualificata |
| Ivana Maksimović  | Carabina 50m tripla posizione | 590            | 2° Q           | 687.5           | Argento         |
| Jasna Šekarić     | Pistola 25m                   | 579            | 18°            | non qualificata | non qualificata |
| Bobana Veličković | Pistola 10m aria compressa    | 379            | 22°            | non qualificata | non qualificata |